# Euharveya
Euharveya là một chi bướm đêm thuộc họ Noctuidae.